# Cybill
Cybill is een Amerikaanse sitcom met in de hoofdrol Cybill Shepherd die tussen 1995 en 1998 uitgezonden werd op CBS.

## Verhaal
Actrice van middelbare leeftijd Cybill Sheridan woont met haar twee dochters Zoey en Rachel in Los Angeles. Met het ouder worden is het voor Cybill niet altijd vanzelfsprekend om werk te vinden. Ze heeft nog goede contacten met haar twee exen Jeff en Ira en haar beste vriendin is Maryanne Thorpe, alcoholist en voormalig verpleegster die welstellend werd toen ze scheidde van haar man, een rijke plastisch chirurg.

## Rolverdeling
| Acteur             | Personage       |
| ------------------ | --------------- |
| Cybill Shepherd    | Cybill Sheridan |
| Christine Baranski | Maryanne Thorpe |
| Alicia Witt        | Zoey Woodbine   |
| Dedee Pfeiffer     | Rachel Blanders |
| Alan Rosenberg     | Ira Woodbine    |
| Tom Wopat          | Jeff Robbins    |

## Belangrijkste prijzen
- Emmy Awards 1995 - Christine Baranski - winnaar vrouwelijke bijrol in een komische serie
- Screen Actors Guild Awards 1996 - Christine Baranski - winnaar vrouwelijke bijrol in een komische serie
- Golden Globe 1996 - Beste komedie- of musicalserie voor televisie